# 矛尾鰕虎鱼
矛尾鰕虎鱼（学名：Chaeturichthys stigmatias）为鰕虎鱼科矛尾鰕虎鱼属的鱼类，俗名矛尾鱼、尖尾虎鱼。分布于朝鲜、日本以及沿海等，属于近海暖温性鱼类。该物种的模式产地在南太平洋。